# 霍恩弗里德贝格战役

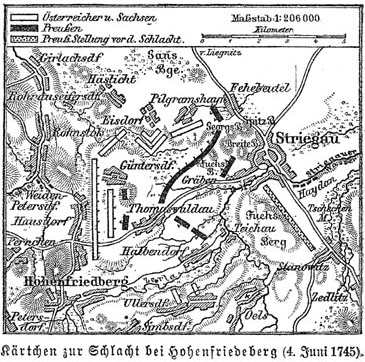
霍恩弗里德贝格戰役地图

霍恩弗里德贝格戰役（Battle of Hohenfriedberg，德語：Schlacht bei Hohenfriedeberg），是奧地利王位繼承戰爭中第二次西里西亞戰爭在1745年6月4日的戰役。以普軍勝利作結。

## 戰火之起
第一次西里西亚战争後，奧地利並不甘心於屈辱的議和條約，因此便與英國、漢諾威、黑森、荷蘭結盟進攻反奧陣營除普魯士外的其他盟國，戰事重啟。普魯士不願見到任何一方獲得全勝，尤其害怕奧地利獲勝之後，會回頭追討西里西亞，因此於1744年重新加入戰爭。
8月17日，普魯士再度施展突襲攻勢，這次普魯士兵分三路：腓特烈大帝御駕自率主力4萬人（以齊藤少將的1,300名驃騎兵為先鋒），施維林元帥一路16,000人，安哈尔特-德绍亲王利奧波德二世率15,000人，三路大軍採向心攻擊姿態，從西里西亞出發，大敗薩克森 ，再指向西里西亞正南方波希米亞的首都布拉格。1744年9月16日攻佔布拉格，繼續以62,000人的主力向維也納進軍，第二次西里西亞戰爭正式揭幕。
與上次一樣，奧軍因普軍的突然襲擊而在最初的數個月被其大敗。奧軍只得轉打消耗戰，奧地利軍總司令卡爾親王率5萬人回援，採取堅壁清野的方針派兵偷襲普軍的補給線，以截斷其彈藥及糧食供應，使腓特烈在波希米亞境內遭遇後勤補給困難，威脅腓特烈後路並成功消滅普軍近1.2萬人，約佔其軍隊總數的五分之一。

## 誘敵深入
當腓特烈緩慢回撤至布拉格附近的時候，曾經想引誘卡爾出來決戰，但是10月份已經天寒地凍，卡爾親王又會合了薩克森盟軍，兵力增加至10萬人，於是腓特烈承認戰略上已無利可圖，準備緩慢撤回西里西亞。
1744年11月26日，普軍因欠缺彈藥及糧食供應，只得退出布拉格，撤至西里西亞，轉為戰略防禦，儘管戰略上受了一次挫折，但是腓特烈在戰場上並沒有失敗，他將計就計，裝做向西里西亞首府布雷斯勞撤退，引誘卡爾親王走出波希米亞和摩拉維亞的山地，追擊到西里西亞的平原上，以便以一次乾淨俐落的戰役徹底擊敗奧地利。
1745年初，奧軍擊敗法軍和巴伐利亞軍，並於該年5月，攻至西里西亞。5月26日，普軍約5.9萬人在西里西亞的霍恩弗里德贝格埋伏。6月4日清晨，霍恩弗里德贝格戰役爆發。

## 普軍進攻

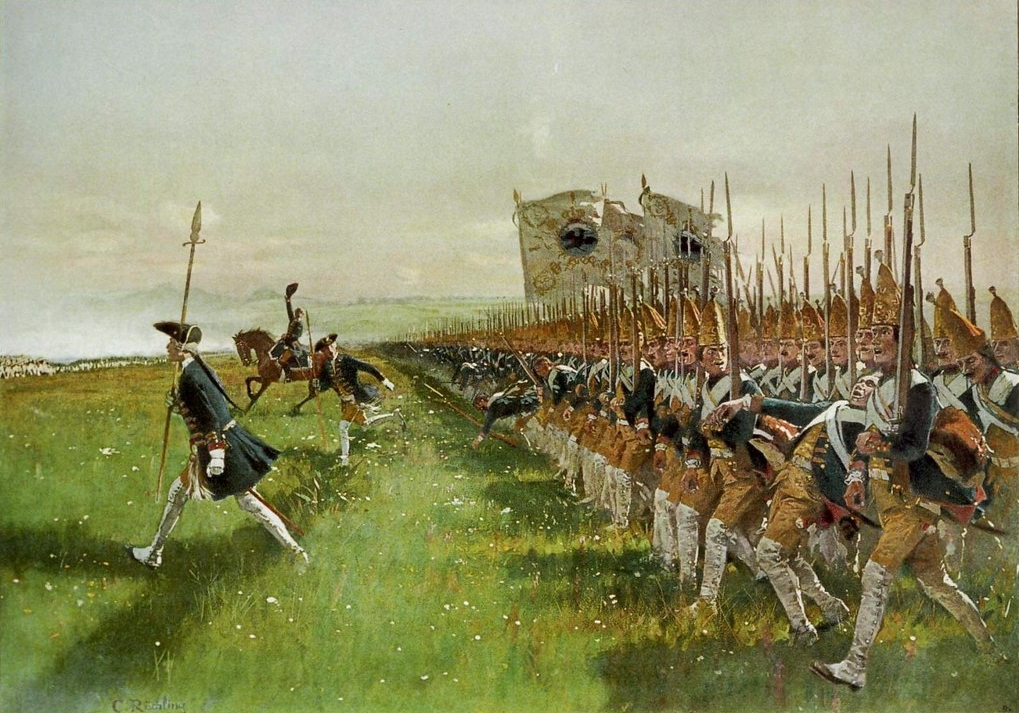
霍恩弗里德贝格戰役中的普魯士步兵團

1745年戰局開始，卡爾果然率領6萬奧軍入侵西里西亞，腓特烈先故意示弱，向布雷斯勞方向撤退；6月3日晚9點，突然殺一個回馬槍，命令軍隊以強行軍連夜接敵，6月4日凌晨秘密運動到奧軍營地附近，命令部隊就地休息兩小時，他本人也裹著斗篷在露天和衣而臥。凌晨2點普軍再次出發，揭開霍恩弗里德贝格戰役的序幕。
6月4日凌晨4點，在黎明前的黑暗中，普軍由東南向西北方向的奧軍發起進攻。普魯士右翼騎兵太急於求成，反而把奇襲發展成了一場混戰，但是在左翼和中段，普軍獲得完滿的成功。在中段，利奧波德二世親王的21個步兵營排著整齊的橫隊，冒著奧地利炮火勇敢無畏地前進，忍受著傷亡，一槍不發，一直走到火槍瞄準的有效射程以內，隨著一聲令下，排槍齊射，他們的火力是如此地具有毀滅性，據說第一排齊射就打倒了敵軍的50%。
普魯士戰線南段的騎兵由齊藤少將和拿騷中將指揮，要以6,000人對付奧地利的7,000騎兵，而且中間要越過一條河流障礙。但是齊藤率領普魯士騎兵精銳中的精銳，貝葉斯（Bayeuth）團10個中隊衝鋒，20分鐘之內，就拿下9門大炮、67面軍旗，俘虜2,500人，自身僅僅94人陣亡。這場騎兵戰鬥，有點像後來拿破崙大軍的騎兵預備隊衝鋒，能夠在關鍵的時刻及地點發起決定性的一擊，這標誌著普魯士騎兵的成熟，腓特烈在戰爭間隙的兩年間，對騎兵建設所付出的努力，終於見到了成效。

## 戰役結束
霍恩弗里德贝格戰役是一場乾淨漂亮的奇襲，早晨9點戰鬥已經結束，普軍以少數的傷亡換取奧軍五倍的損失，獲得無可爭議的勝利。此戰之後，查理親王緩緩向南退入波希米亞境內，腓特烈達成了解除西里西亞威脅的戰略任務，向波希米亞追擊了一段距離，劃一個順時針的大圈，主動撤回西里西亞，準備談判結束戰爭。但是奧地利軍隊卻於9月29日夜突然發起另一次索爾戰役。

## 紀念
腓特烈二世親自寫了一首進行曲《霍恩弗里德贝格》（Der Hohenfriedberger）作為紀念。

## 參看
- 奧地利王位繼承戰爭
- 索爾戰役
- 腓特烈二世 (普魯士)